# Torul (district)
Torul is een Turks district in de provincie Gümüşhane en telt 13.118 inwoners (2007). Het district heeft een oppervlakte van 1079,4 km². Hoofdplaats is Torul.
De bevolkingsontwikkeling van het district is weergegeven in onderstaande tabel.
| 1997   | 2000   | 2007   |
| ------ | ------ | ------ |
| 17.887 | 15.416 | 13.118 |